# Carnival Panorama
El Carnival Panorama es un crucero de la clase Vista operado por Carnival Cruise Line. Después de que Carnival finalizara el pedido del barco con el astillero italiano Fincantieri en diciembre de 2016, se colocó la quilla del barco en enero de 2018 y se entregó formalmente en octubre de 2019 como el último barco de la clase Vista y el buque insignia de la flota; se desempeñó en el último puesto hasta que el Mardi Gras entró en servicio en 2021. Con 133 868  toneladas y 323 m (1059 pies 8,5 pulgadas) de largo, es la más grande de los tres buques de la clase Vista de Carnival. Desde su debut en diciembre de 2019, ha tenido su puerto base en el puerto de Long Beach y navega en itinerarios de una semana a las costas de México.